# Rhacophorus barisani
Rhacophorus barisani es una especie de rana de la familia Rhacophoridae.

## Distribución geográfica
Es endémica del monte Bukit Kaba, al oeste de Sumatra.
Esta especie está en peligro de extinción por la pérdida de su hábitat natural.